# Ryō Kubota (Fußballspieler, 1991)
Ryō Kubota (japanisch 窪田 良 Kubota Ryō; * 8. April 1991 in der Präfektur Tokio) ist ein japanischer Fußballspieler.

## Karriere
Kubota erlernte das Fußballspielen in der Jugendmannschaft von Tokyo Verdy und der Universitätsmannschaft der Hannan-Universität. Seinen ersten Vertrag unterschrieb er 2014 bei Tokushima Vortis. Der Verein spielte in der höchsten Liga des Landes, der J1 League. Am Ende der Saison 2014 stieg der Verein in die J2 League ab. Für den Verein absolvierte er zwei Erstligaspiele. 2016 wechselte er zum Drittligisten Kataller Toyama. Für Kataller absolvierte er 54 Ligaspiele. 2018 wechselte er zum Zweitligisten Ventforet Kofu. Für den Verein absolvierte er 13 Ligaspiele. 2019 wechselte er zum Drittligisten Thespakusatsu Gunma. Für Gunma absolvierte er neun Ligaspiele. 2020 wechselte er zum Ligakonkurrenten SC Sagamihara. Im gleichen Jahr wurde er mit dem Verein aus Sagamihara Vizemeister und stieg in die zweite Liga auf. 2021 belegte man in der zweiten Liga den 19. Tabellenplatz und stieg wieder in die dritte Liga ab. Für Sagamihara bestritt er 21 Ligaspiele. Nach dem Abstieg unterschrieb er im Januar 2022 einen Vertrag beim Toyama Shinjo Club. Mit dem Verein spielt er in der Regionalliga.